# ويليام دبليو. وود
ويليام دبليو. وود (بالإنجليزية: William W. Wood)‏ هو مهندس وضابط أمريكي، ولد في 1818 في مقاطعة ويك في الولايات المتحدة، وتوفي في 31 أغسطس 1882 في Point Lookout State Park ‏ في الولايات المتحدة.